# Ragazzo di destra
Ragazzo di destra è un singolo del duo musicale Colapesce Dimartino, pubblicato il 23 ottobre 2023 come quinto estratto dal secondo album in studio Lux Eterna Beach.

## Tracce
Testi e musiche di Lorenzo Urciullo, Antonio Di Martino, Federico Nardelli, Giordano Colombo.
1. Ragazzo di destra – 3:51